# Bridgham
 (juillet 2023).
Bridgham est une paroisse civile et un village du Norfolk, en Angleterre.